# Creus de terme de Sant Feliu de Guíxols
Les creus de terme de Sant Feliu de Guíxols són un conjunt de creus de terme del municipi de Sant Feliu de Guíxols (Baix Empordà), la major part d'elles desaparegudes.
Només queden en peu:
- Creu de la Parròquia de Sant Feliu de Guíxols: aixecada el 1949 al costat de la porta lateral de l'església parroquial de Sant Feliu, amb motiu de la celebració d'una Santa Missió. Els dos graons de la base provenien de la Creu d'en Burch.
- Creu de Sant Elm: situada al costat de la carretera que va a l'ermita de Sant Elm, prop del cim, d'estil eclèctic, es va aixecar el 1958.
- Creu d'en Baguer: antigament era situada a la cruïlla que formen els carrers Major i de la Creu, el 1835 es va traslladar al pati de la casa de la família Baguer.

Les creus desaparegudes són:
- Creu del Mar o de la Platja: estava on actualment hi ha el passeig del Mar, davant de la Travessia 2a de la Plaça, aleshores anomenada carrer de la Pilota. És citada en un document del 1613, quan les muralles de la vila encara no havien estat dinamitades. Quan escassejava el peix al mar, el pare Abat el beneïa des de la creu.
- Creu dels Guíxols o del Fortí: creu aixecada al segle XVII per a santificar els terrenys dels Guíxols, on s'enterraren els morts per la pesta del 1652.
- Creu de Sant Pol: estava col·locada al cap d'amunt de la carretera de Palamós des d'on comença a veure's la platja de Sant Pol; a la dreta, vers llevant, hi ha un camí per on es va a la punta del Mular. Era una creu de pedra picada, alçada abans de 1603, data en què és esmentada.
- Creu d'en Ros: esmentada en un document de 1482, era situada dalt del Coll de Sant Pol, en un dels dos camins que el creuaven.
- Creu de Vilartagues: en un document de 1703 s'indica que la creu marcava el límit de treme entre Sant Feliu de Guíxols i Castell d'Aro. Era de pedra picada i estava a la vora del camí ral que unia Sant Feliu i Castell d'Aro.
- Creu d'en Basart: era una creu de ferro clavada al punt més alt del camí que uneix Sant Feliu de Guíxols i Castell d'Aro, al límit dels dos termes municipals.
- Creu d'en Surià: era situada als terrenys de Mas Surià, ara Mas Darder, del veïnat de Bufaganyes, a la vora del camí ral que unia Sant Feliu de Guíxols i Santa Cristina, al límit dels dos termes municipals. La base de la creu tenia tres graons, la columna era octavada, amb tres figures esculpides que representaven Jesucrist a la creu, la Mare de Déu amb el nen Jesús i un sant, que podria ser Sant Garau o Sant Amanç.
- Creu dels Terrés: era una creu de ferro situada a la finca dels Terrés, probablement al mig d'una construcció cilíndrica que encara avui es conserva prop de la masia del Mas Trempat, al costat de l'antic camí ral pel qual hom anava a Girona.
- Creu d'en Gras o Creu Trencada: era prop del menhir conegut per Terme Gros o Creu d'en Barraquer, que té una creu gravada. Esmentada el 1355 com a Creu d'en Gran, quan perdé un braç canvià el nom per Creu Trencada, tal com és anomenada en un document de 1677. Feia de terme entre els municipis de Sant Feliu, Santa Cristina i Solius.
- Creu d'en Sala: probablement era de pedra, que va ser reparada els anys 1699 i 1739, situada prop del camí de Sant Amanç.
- Creu d'en Burch: fou alçada a l'angle que formaven el camí de Sant Amanç i el camí ral que anava a Girona. Quan s'hi construí la casa Rovira, la creu quedà entre la porta d'entrada a la casa i el dipòsit de l'Aigua Rovellada. El 1949, quan es celebrà una Missió a Sant Feliu, els dos graons d'aquesta creu s'utilitzaren per a la creu que es col·locà davant de la Parròquia de Sant Feliu de Guíxols.
- Creu de Sant Joan: esmentada el 1661, estava entre els carrers del Mall i Hospital.
- Creu d'en Sorís: podria ser la Creu d'en Basart, ja descrita, però no s'han trobat evidències.